# Trimesinsäure
Trimesinsäure ist neben der Hemimellitsäure (1,2,3-Benzoltricarbonsäure) und der Trimellitsäure (1,2,4-Benzoltricarbonsäure) eine der drei möglichen Stellungsisomere der Benzoltricarbonsäuren.

## Gewinnung und Darstellung
Trimesinsäure wird durch Oxidation von Mesitylen hergestellt.

## Eigenschaften
Trimesinsäure ist ein beiger Feststoff, der löslich in Wasser ist. Er ist in der Lage eine Vielzahl von Komplexen durch Wasserstoffbrückenbindungen zu bilden und kommt in zwei Hydratformen (Dihydrat und 5/6 Hydrat) vor.

## Verwendung
Trimesinsäure ist ein wichtiger Grundstoff zur Synthese von Lackharzen, Weichmachern, Polyestern, Zusatz zu Epoxid-Harzen, Farbstoffen usw. Er wird zur Modifikation von linearen Polyestern verwendet. Außerdem wird Trimesinsäure als Linker für die Synthese von Metall-organischen Gerüstverbindungen eingesetzt (z. B. HKUST-1 oder MIL-100). In den resultierenden Gerüststrukturen ist die deprotonierte Form (1,3,5-Benzoltricarboxylat, BTC) eingebaut und in den meisten Fällen koordinieren alle drei Carboxylatgruppen an die entsprechenden Metallzentren.